# Georgios A. Chatziantoniou
Georgios A. Chatziantoniou (griechisch Γεώργιος Α. Χατζηαντωνίου; * 1904 in Smyrni, Osmanisches Reich; † 3. Dezember 1995) war Schriftsteller, Theologe, Historiker, Jurist und Pastor der Griechischen Evangelischen Kirche.

## Leben
Chatziantoniou wurde 1904 in Smyrni in Kleinasien geboren, wo er in einem strengen orthodox-christlichen Umfeld aufwuchs. Noch während er das Gymnasium besuchte, wurde er Mitglied der dortigen Evangelischen Gemeinde. Nach der Kleinasiatischen Katastrophe ließ er sich mit seiner Familie in Athen nieder.
Er studierte an der Rechtsschule der Universität Athen. 1926 machte er seinen Abschluss und praktizierte neun Jahre lang als Anwalt.
1935 heiratete er Eleny Panousi (Ελένη Πανούση), mit der er einen Sohn hatte.
Nachdem er eine immer stärker werdende Berufung zur „Arbeit Gottes“ (έργο του Θεού) verspürte, nahm er an der University of Cambridge ein Theologiestudium auf, welches er 1940 abschloss. Aufgrund des Zweiten Weltkriegs konnte er nicht nach Griechenland zurückkehren und blieb daher zunächst in England, wo er als Pastor einer evangelischen Gemeinde in Chesterfield arbeitete. Er nutzte die Zeit und verfasste eine Doktorarbeit in Kirchengeschichte über Kyrillos Loukaris, sein Leben und sein Werk (Κύριλλος Λούκαρις, ο Βίος και το Έργο του), die er erfolgreich in Griechisch und in Englisch veröffentlichte. Er wurde in Edinburgh promoviert.
Nach dem Ende des Krieges begab sich Chatziantoniou nach Griechenland, wo er die Pfarrstelle in der Zweiten Griechischen Evangelischen Kirche (Β' Ελληνική Ευαγγελική Εκκλησία) in Athen übernahm und bis 1961 versah. Danach ging er nach Kanada. Dort wurde er Pastor in einer evangelischen Gemeinde in Calgary.
Außerdem unterrichtete er Geschichte der westlichen Zivilisation an der University of Calgary sowie Kirchengeschichte und Patristik, Griechische Sprache und Neues Testament am katholischen Newman Theological College in Edmonton.
Er starb am  3. Dezember 1995.

## Arbeit zum Bilderkampf (Εικονομαχία)
Chatziantoniou war ein großer Befürworter des Byzantinischen Bilderverbots. In seinem Buch Ikonomachi sto Vyzantio (Εικονομάχοι Στο Βυζάντιο) schreibt er:

Es ist jedoch offensichtlich, dass das religiöse Leben des christlichen Milieus in der Zeit, die dem Bilderstreit vorausging, tief von den Gewohnheiten der alten bilderverehrenden Welt untergraben war. Es ist kein geheimnis, dass die Menschen, die nicht genug Glück haben von den religiösen Führern eine aufgeklärte Bildung  zu erhalten, Opfer von Aberglauben werden im oben dargelegten Ausmaß und jeder Art von ausbeuterischen Lehren erliegen. Eben auch für die Verwendung von Bildern, die den Lehren Jesu Christi und seiner Apostel völlig fremd war.
Εκείνο πάντως που είναι φανερό, είναι ότι η θρησκευτική ζωή του μέσου χριστιανού στην περίοδο, που προηγήθηκε του εικονομαχικού αγώνα, είχε διαβρωθεί βαθιά από τις συνήθειες του παλιού ειδωλολατρικού κόσμου. Δεν είναι εκληπκτικό ότι άνθρωποι, που δεν ευτύχησαν να έχουν μια πιο φωτισμένη διαπαιδαγώγηση από τους θρησκευτικούς ηγέτες τους, έγιναν θύματα δεισιδαιμονιών στο βαθμό, που σκιαγραφήθηκε παραπάνω, και ήταν ώριμοι σε κάθε λογής εκμετάλευση. Ακόμα και για μια χρήση των εικονών, που ήταν ολότελα ξένη προς τα διδάγματα του Ιησού Χριστού και των αποστόλων
Chatziantoniou: Ikonomachi, S. 41
Seine Ansichten dazu hat er in dem Buch ausführlich dargelegt und gezeigt, dass zahlreiche Kirchenväter skeptisch oder ablehnend gegenüber der Verehrung von Bildern eingestellt waren, unter anderem Athanasius der Große, Gregor von Nyssa, Gregor von Nazianz, Basilius der Große, Johannes Chrysostomos und andere. Daher focht er in seiner Darstellung auch die Synode von 843 an, in der der Bilderstreit endgültig beigelegt worden war.

## Werke
Chatziantoniou war ein produktiver Schriftsteller. Dutzende Bücher hat er veröffentlicht, von denen zahlreiche ins Englische, Französische und Afrikaans übersetzt wurden. Darüber hinaus war er über 13 Jahre hinweg Herausgeber der Pedika fylla (Kinderseiten - Παιδικά Φύλλα).
Schriften
- Historische Einführung in das Alte Testament. (Ιστορική Εισαγωγή στην Παλαιά Διαθήκη).
- Historische Einführung in das Neue Testament. (Ιστορική Εισαγωγή στην Καινή Διαθήκη).
- Die Kirche Christi: Die ersten sechshundert Jahre. (Η Εκκλησία του Χριστού: Τα Πρώτα Εξακόσια Χρόνια).
- Die religiöse reformation des 16. Jahrhunderts. (Η Θρησκευτική Μεταρρύθμιση του Δέκατου Έκτου Αιώνα).
- Bilderkämpfer in Byzanz. (Εικονομάχοι στο Βυζάντιο).
- Wenn die Mandeln blühen. (Όταν Ανθίζει η Αμυγδαλιά).
- Das geöffnete Evangelium. (Το Ευαγγέλιο Ανοιχτό).
- Unzählbares zählen. (Μετρώντας τα Αμέτρητα).
- Die Zwölf. (Οι Δώδεκα).
- Die sieben Kirchen der Offenbarung. (Οι Επτά Εκκλησίες της Αποκαλύψεως).
- Jenseits des Grabes (Πέραν του Τάφου).
- Kyrillos Loukaris. (Κύριλλος Λούκαρις).
- Einst kommen wir im Ruhm. (Και πάλιν ερχόμενον μετά δόξης).
- Gebete ohne Antwort. (Προσευχές χωρίς απάντηση).
- Der Postbote von Patmos. (The Postman of Patmos).
- Eine grundlegende Grammatik des neutestamentlichen Griechisch. (A Basic Grammar of New Testament Greek).